# Jens (voornaam)
Jens is een voornaam voor jongens en is afgeleid van de naam Johannes, dat "God is genadig" betekent. De naam is vooral populair in Scandinavië, Duitsland, Nederland en België.

## Bekende naamdragers
- Jens Bertelsen, Deens voetballer
- Jens Debusschere, Belgisch wielrenner
- Jens Geerts, Belgisch presentator en model
- Jens Heppner, Duits wielrenner
- Jens Jeremies, Duits voetballer
- Jens Keller, Duits voetballer en voetbalcoach
- Jens Lehmann, Duits voetballer
- Jens Mouris, Nederlands wielrenner
- Jens Naessens, Belgisch voetballer
- Jens Risager, Deens voetballer
- Jens Christian Skou, Deens scheikundige en Nobelprijswinnaar
- Jens Stoltenberg, Noors politicus, voormalig minister-president van Noorwegen en huidig secretaris-generaal van de NAVO
- Jens Timmermans, Nederlands radiodiskjockey

- Jens Toornstra, Nederlands voetballer
- Jens Voigt, Duits wielrenner
- Jens Weißflog, voormalig Duits schansspringer